# Clemente Galano
Clemente Galano (né le 21 avril 1611 à Sorrente, en Italie, et mort le 14 mai 1666  à Lviv, alors centre historique de la Galicie et aujourd'hui dans la partie occidentale de l'Ukraine) est un prêtre théatin italien, missionnaire catholique, orientaliste et historien.

## Biographie
Né en 1611 à Sorrente, Clemente Galano (Giuseppe de son nom de baptême), entre à 15 ans au couvent des Théatins de Sorrente et prononce ses vœux religieux le 25 février 1628 au couvent des Théatins des Saints-Apôtres de Naples. 
En 1636, il fut envoyé par les autorités romaines de l'Église catholique (avec d'autres) comme missionnaire (via Messine, Malte, Alep) à Gori, en Géorgie, pour tenter un approchement entre l'Église arménienne avec l'Eglise de Rome. Pendant son séjour de trois ans de la mission théatine à Cippurias en Colchide, il apprit à parler couramment l'arménien. Ses négociations avec le patriarche arménien Cyriaque d'Erevan n'aboutirent pas et se terminèrent à la mort du patriarche. Envoyé par ses supérieurs à Constantinople en 1640, Galano y ouvrit un collège missionnaire et publia sa grammaire et sa logique arméniennes.
En 1644, les Ottomans l'expulsent et il retourne à Rome.
Il meurt à Lviv, le 16 mai 1666.

## Œuvres
- (la) Historia Armena ecclesiastica et politica, Rome, 1650-1661[3]
Histoire de l'Arménie, 3 vol.
- (la) Surrentini, clerici regularis
- (la) Conciliationis ecclesiae armeniae cum romana ex ipsis armenorum patrum et doctorum testimoniis, in duas partes : historialem et controversialem divisae...[4]
Conciliations entre les Eglises arménienne et romaine
- (la) Epistola pro libris suis armeno-latinis apologetica
- (la) Grammaticae, et logicae institutiones linguae literalis Armenicae Armenis traditae a D. Clemente Galano clerico regulari sacrae theologiae professore, et Sanctae Sedis Apostolicae ad Armenos missionario. Addito Vocabulario Armeno-Latino omnium scholasticarum dictionum
(en) Armenian Grammar[2]
- (ar) K'erakan, ew tramabanakan neracowt'iwn aṙ yimastasirowt'iwn šaheloy
- (ar) Miabanout'yun Hayots' Sourp Egeghets'vouyn ent mesti Sourp Egeghets'vouyn